# 190街車站
190街車站（英語：190th Street station），原名「190街-奧弗洛克台車站」（英語：190th Street – Overlook Terrace station）是紐約地鐵IND第八大道線的地鐵站，位於曼哈頓華盛頓堡大道在190街以北約3個街區的瑪格里特·科賓圓環近與卡布里尼林蔭路的交界，設有A線（任何時候停站）列車服務。
車站鄰近崔恩堡公園和法蘭契斯卡·加布里妮之墓，位於曼哈頓華盛頓高地和哈德遜高地鄰里地區。修道院博物館，是中世紀藝術博物館，同時是大都會藝術博物館分館，位於公園內，距離車站的華盛頓堡大道出口以北約10分鐘步程。

## 歷史
在190街興建車站於1928年開始由紐約市交通局進行，作為地鐵延伸的一部分。Squire J. Vickers，雙重系統的總工程師協助設計190街車站。他負責大部分IND車站，同時作為畫家亦製作了車站瓷磚。車站於1932年完工，連同英伍德-207街至錢伯斯街-哈德遜總站一同在1932年9月10日開始營運。
1951年，紐約大學研究指出一旦發生核子攻擊，190街車站足夠安全以避免核子塵。後來研究員在該地區的較深地鐵站進行宇宙射線研究時進一步證實。
2005年3月30日，車站列入國家史蹟名錄。

## 車站結構
| G        | 街道               | 出入口                                                    |
| M        | 夾層               | 閘機、車站詢問處、MetroCard自動售票機、往貝尼特大道的隧道 |
| P 月台層 | 側式月台，右側開門 | 側式月台，右側開門                                        |
| P 月台層 | 北行               | 往英伍德-207街（迪克曼街）                                |
| P 月台層 | 南行               | 往勒弗茲林蔭路/遠洛克威/洛克威公園（181街）               |
| P 月台層 | 側式月台，右側開門 |                                                           |

此站設有兩個側式月台和兩條軌道，同時是IND第八大道線北行的末三車站。車站月台長660英呎，是獨立地鐵系統的典型月台長度，寬50英呎。207街方向月台設有只限出口的坡度，繞過閘機，直接前往布尼特大道入口的行人通道。
位於地面以下140英呎，是紐約地鐵最深的車站之一，甚至比按海拔計算最深的34街-哈德遜調車場車站還要深（與之相比，34街-哈德遜調車場距離地面110英呎，大約是海面以上15至20英呎）。雖然此站極深，然而貝尼特大道入口實際上比月台還低，因此坡度是下斜的。另外此站以北的迪克曼街車站距離地面只有一層，與190街車站形式極大對比。
車站在東端一個塔設有三部升降機，自啟用以來已經如此。布尼特大道經隧道可達。升降機過去只在日間營運，並要求付費使用，因為該站的兩個街道入口的閘機起初只位於街道門內。自1957年起，升降機可由來往布尼特大道和華盛頓堡大道的行人使用而不需付費，而在下一站181街車站以及IRT百老匯-第七大道線的191街車站亦有同樣情況。前往月台的升降機仍設有升降機操作員，是紐約地鐵車站當中少數設有的車站。儘管如此，車站仍然不符合無障礙通行的標準，因為由閘機區前往月台仍只可使用樓梯。

## 圖片

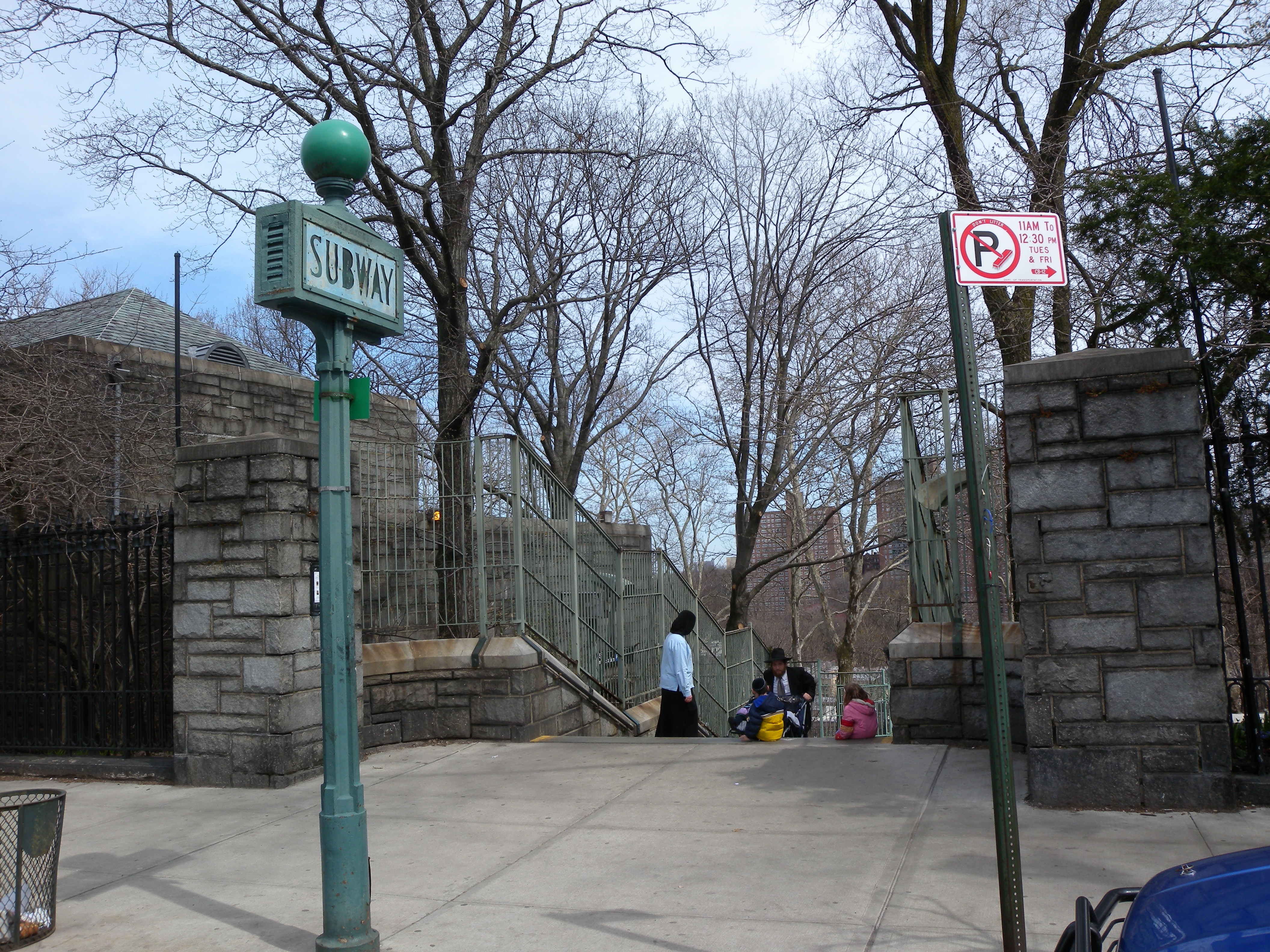
華盛頓堡大道入口
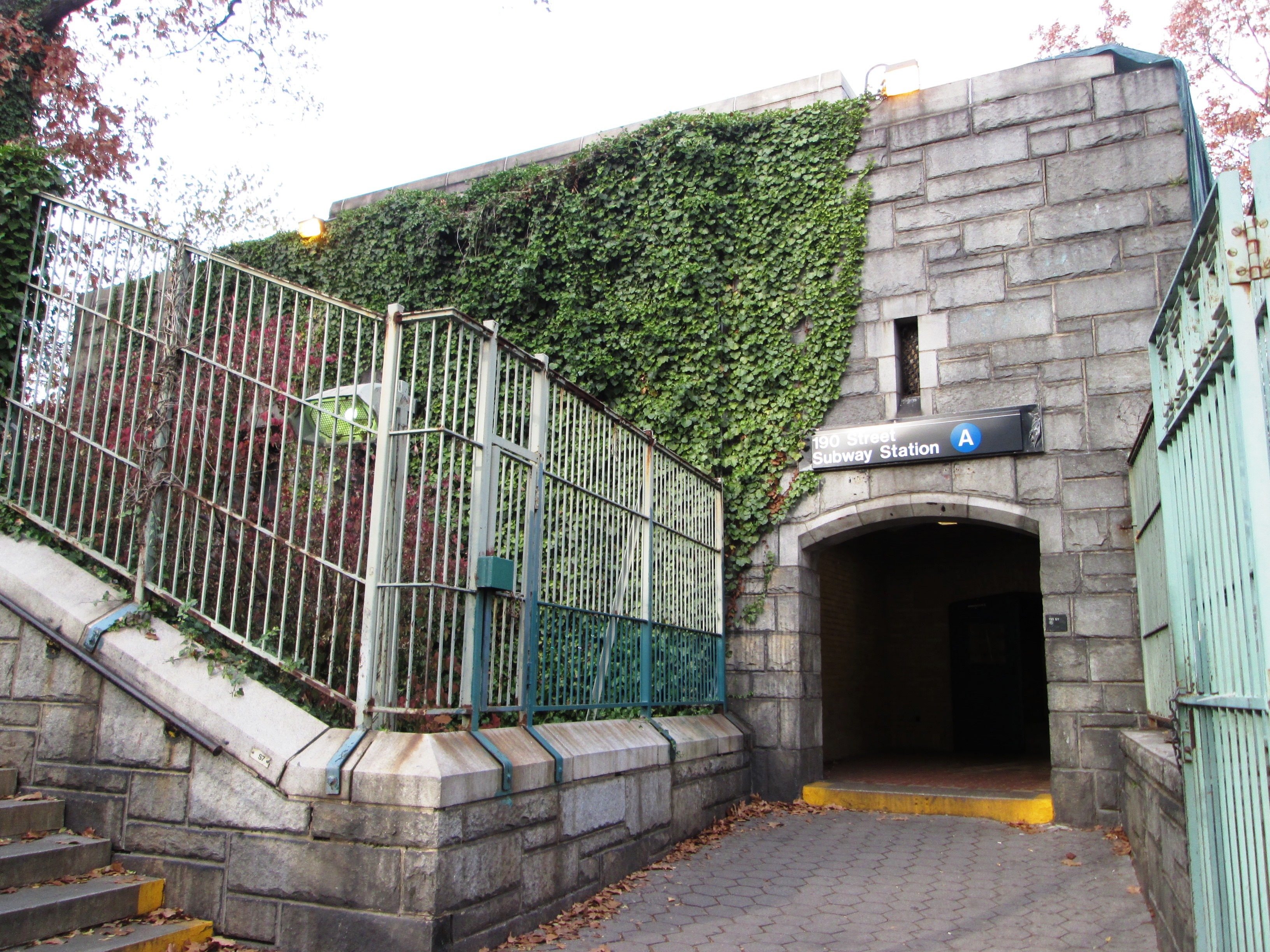
往華盛頓堡大道入口樓梯
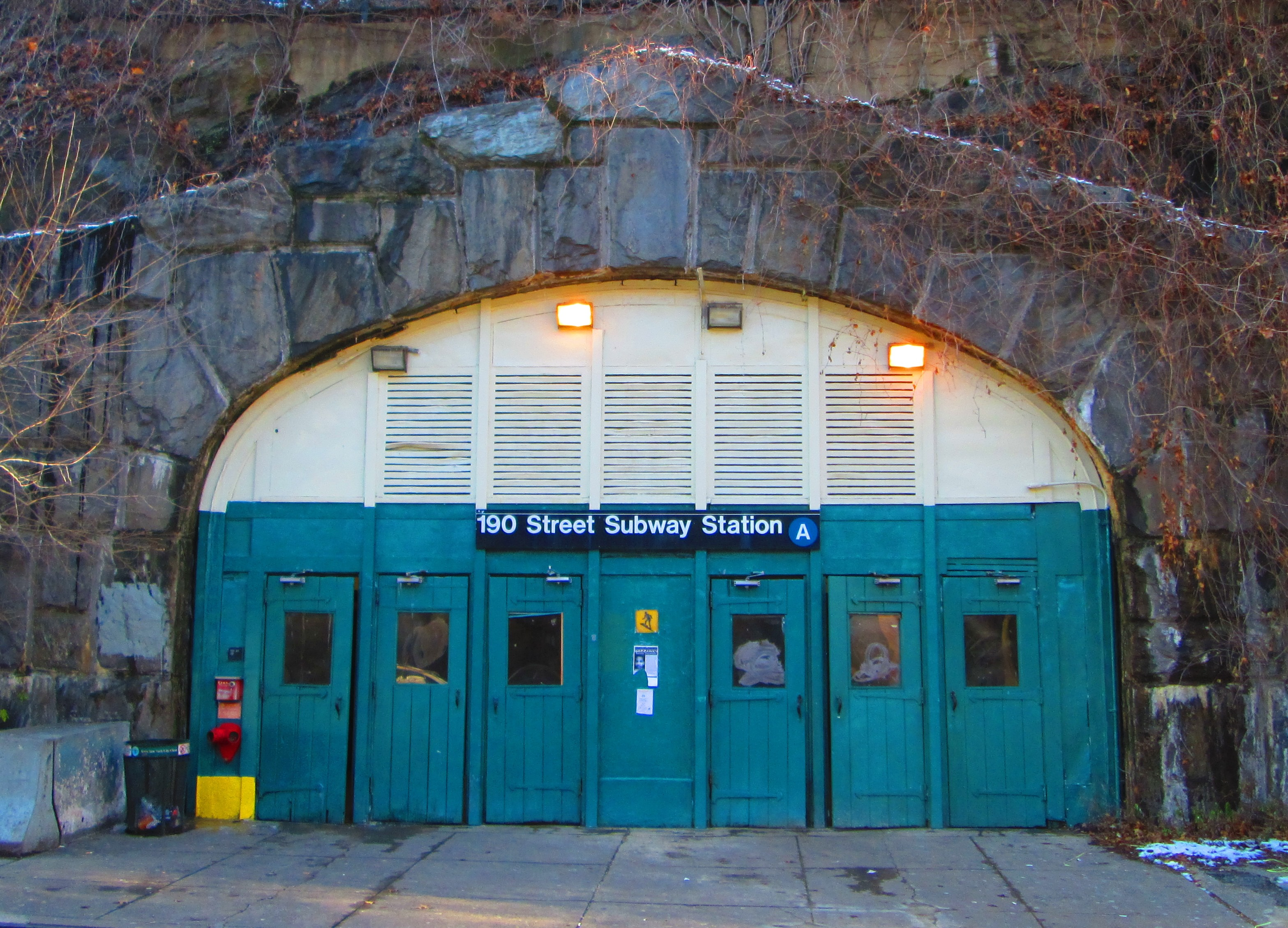
貝尼特大道入口

## 外部連結
- nycsubway.org—IND 8th Avenue: 190th Street/Overlook Terrace
- Station Reporter — A Lefferts
- Station Reporter — A Rockaway
- Fort Washington Avenue entrance from Google Maps Street View （页面存档备份，存于）
- Bennett Avenue entrance from Google Maps Street View
- Platform from Google Maps Street View （页面存档备份，存于）